# أهل الربع (راس القصر)
أهل الربع هي إحدى مشيخات المملكة المغربية، تتبع جغرافيا لإقليم جرسيف وإداريًا لراس القصر. يقدر عدد سكانها بـ 6412 نسمة حسب الإحصاء الرسمي للسكان والسكنى لسنة 2004.